# Thérèse Neguel
Thérèse Raisa Neguel Damgoua (Yaundé, Camerún, 30 de diciembre de 1981) es una árbitro de fútbol camerunés. Es internacional desde 2006. Es una de las 11 árbitros internacionales de Camerún.
Neguel ha arbitrado partidos de la Copa Mundial Femenina de Fútbol de 2011 en Alemania, los Juegos Olímpicos de 2012, en Londres, Gran Bretaña y la Copa Mundial Femenina de Fútbol de 2015, en Canadá.